# Juventus Football Club 1953-1954
Questa voce raccoglie le informazioni riguardanti la Juventus Football Club nelle competizioni ufficiali della stagione 1953-1954.

## Stagione
La squadra bianconera, rinforzatasi in avanti coi gol (saranno 17 a fine torneo) dell'oriundo Eduardo Ricagni, concluse il campionato al secondo posto, a un solo punto dalla vittoriosa Inter. Dopo aver chiuso da campione d'inverno il girone d'andata, in coabitazione con gli stessi nerazzurri e la rivelazione Fiorentina, nella tornata di ritorno i piemontesi si fecero inizialmente staccare, assieme ai lombardi, dai toscani, salvo ricompattarsi tutti e tre a dieci giornate dal termine.
Nelle partite seguenti la Juventus non seppe approfittare di una sconfitta dell'Inter nel derby milanese, mentre i viola in dirittura d'arrivo declinarono circa velleità di scudetto. Torinesi e meneghini proseguirono quindi a braccetto la loro marcia in vetta fino a due turni dal termine, quando i bianconeri caddero sul campo dell'Atalanta lasciando così ai nerazzurri una decisiva lunghezza di vantaggio che, due domeniche dopo, costerà alla Juventus il tricolore.

## Divise
| Casa | Trasferta | 1ª portiere |

## Organigramma societario
Area direttiva
- Presidente: Gianni Agnelli

Area tecnica
- Allenatore: Aldo Olivieri

## Rosa

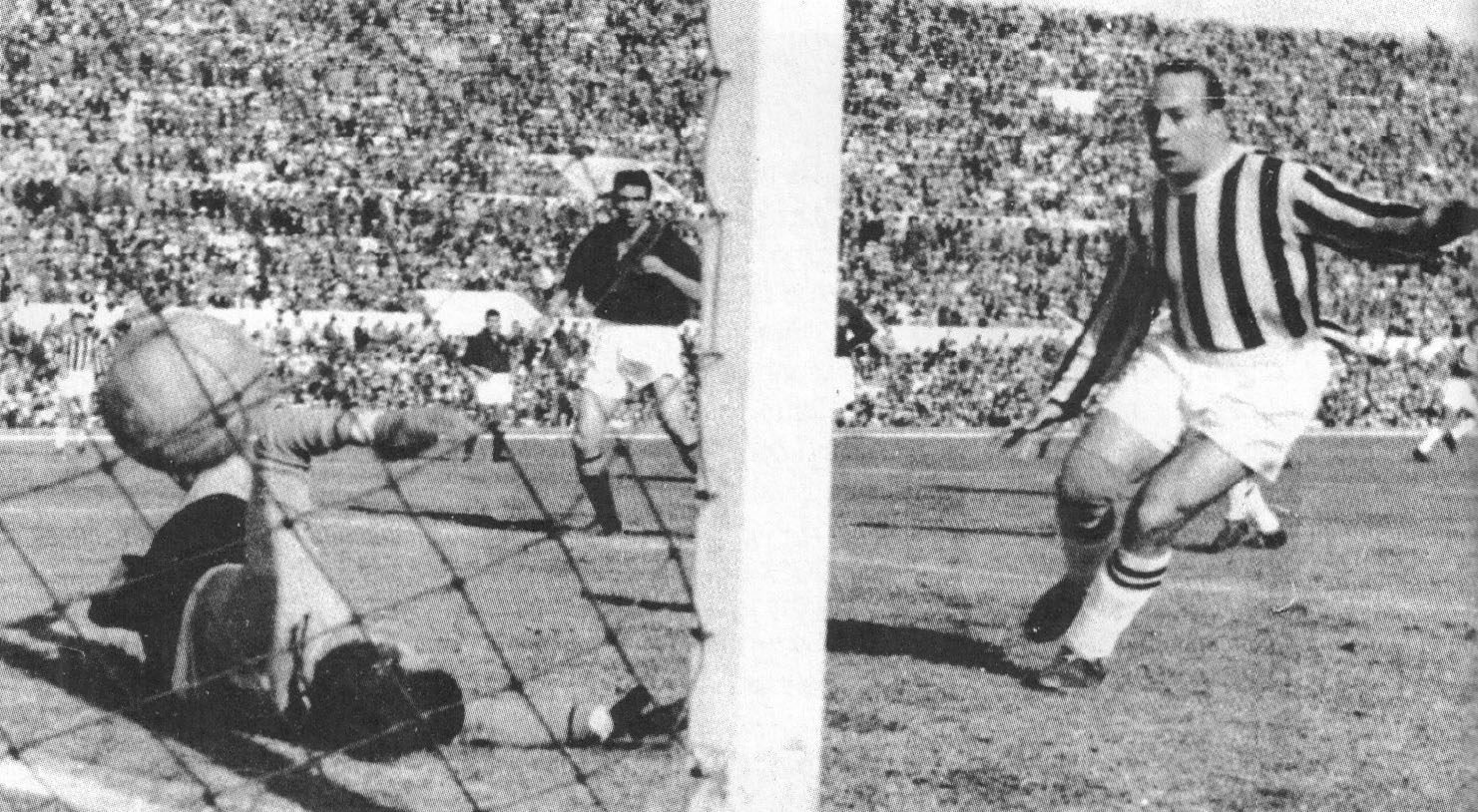
L'italo-argentino Eduardo Ricagni, miglior marcatore juventino dell'annata con 17 gol: ciò nonostante, «bravo ma insolente, non si fa amare neppure dai compagni, e insomma viene ceduto dopo una sola stagione».

| N. |                   | Ruolo | Calciatore          |
| -- | ----------------- | ----- | ------------------- |
|    | Italia (bandiera) | P     | Elio Angelini       |
|    | Italia (bandiera) | P     | Giovanni Viola      |
|    | Italia (bandiera) | D     | Alberto Bertuccelli |
|    | Italia (bandiera) | D     | Giuseppe Corradi    |
|    | Italia (bandiera) | D     | Sergio Manente      |
|    | Italia (bandiera) | D     | Alfredo Travia      |
|    | Italia (bandiera) | C     | Rino Ferrario       |
|    | Italia (bandiera) | C     | Aredio Gimona       |
|    | Italia (bandiera) | C     | Antonio Montico     |
|    | Italia (bandiera) | C     | Guglielmo Oppezzo   |

| N. |                      | Ruolo | Calciatore              |
| -- | -------------------- | ----- | ----------------------- |
|    | Italia (bandiera)    | C     | Carlo Parola (capitano) |
|    | Italia (bandiera)    | C     | Umberto Pinardi         |
|    | Italia (bandiera)    | A     | Giampiero Boniperti     |
|    | Danimarca (bandiera) | A     | John Hansen             |
|    | Italia (bandiera)    | A     | Guido Del Grosso        |
|    | Italia (bandiera)    | A     | Guido Macor             |
|    | Italia (bandiera)    | A     | Ermes Muccinelli        |
|    | Danimarca (bandiera) | A     | Karl Åge Præst          |
|    | Italia (bandiera)    | A     | Eduardo Ricagni         |

## Calciomercato
| Acquisti | Acquisti          | Acquisti   | Acquisti   |
| R.       | Nome              | da         | Modalità   |
| -------- | ----------------- | ---------- | ---------- |
| P        | Elio Angelini     | Udinese    | definitivo |
| C        | Aredio Gimona     | Palermo    | definitivo |
| A        | Guido Macor       | Fanfulla   | definitivo |
| C        | Antonio Montico   | Udinese    | definitivo |
| C        | Guglielmo Oppezzo | Sampdoria  | definitivo |
| C        | Umberto Pinardi   | Como       | definitivo |
| A        | Eduardo Ricagni   | Huracán    | definitivo |
| D        | Alfredo Travia    | Pro Patria | definitivo |

| Cessioni | Cessioni             | Cessioni    | Cessioni   |
| R.       | Nome                 | a           | Modalità   |
| -------- | -------------------- | ----------- | ---------- |
| A        | Riccardo Carapellese | Genoa       | definitivo |
| P        | Filippo Cavalli      | Inter       | definitivo |
| D        | Bruno Garzena        | Alessandria | definitivo |
| A        | Karl Aage Hansen     | Sampdoria   | definitivo |
| C        | Giacomo Mari         | Sampdoria   | definitivo |
| C        | Alberto Piccinini    | Milan       | definitivo |
| A        | Pasquale Vivolo      | Lazio       | definitivo |

## Risultati

### Serie A

#### Girone di andata
| Arbitro: | Guarnaschelli (Pavia) |

|                                          |           |             |
| Boniperti 14’, 22’ (rig.) Muccinelli 58’ | Marcatori | 37’ Jugovaz |

| Arbitro: | Orlandini (Roma) |

|               |           |                         |
| Dal Monte 84’ | Marcatori | 11’, 58’, 64’ Boniperti |

| Torino 27 settembre 1953, ore 15:30 CET 3ª giornata | Juventus        | 0 – 0 referto | Fiorentina | Stadio Comunale\| Arbitro: \| Pieri (Trieste) \| |
| Arbitro:                                            | Pieri (Trieste) |               |            |                                                  |

| Arbitro: | Agnolin (Bassano del Grappa) |

|                              |           |                   |
| Puccinelli 53’ Fontanesi 61’ | Marcatori | 86’ (rig.) Hansen |

| Arbitro: | Jonni (Macerata) |

|               |           |  |
| Boniperti 79’ | Marcatori |  |

| Arbitro: | Massai (Pisa) |

|                              |           |                                                |
| Sentimenti 42’ Bertoloni 55’ | Marcatori | 14’ Præst 22’ Hansen 60’, 69’ (rig.) Boniperti |

| Arbitro: | Agnolin (Bassano del Grappa) |

|              |           |            |
| Manzardo 71’ | Marcatori | 11’ Hansen |

| Arbitro: | Coppa (Mariano Comense) |

|             |           |  |
| Ricagni 41’ | Marcatori |  |

| Arbitro: | Piemonte (Monfalcone) |

|  |           |           |
|  | Marcatori | 55’ Præst |

| Arbitro: | Massai (Pisa) |

|                          |           |                       |
| Boniperti 31’ Hansen 54’ | Marcatori | 4’ Skoglund 24’ Nyers |

| Arbitro: | Jonni (Macerata) |

|               |           |                            |
| Stefanini 15’ | Marcatori | 30’, 89’ Præst 78’ Ricagni |

| Arbitro: | Bernardi (Bologna) |

|                                             |           |  |
| Ricagni 12’ Præst 52’ (rig.) Muccinelli 64’ | Marcatori |  |

| Arbitro: | Massai (Pisa) |

|              |           |  |
| Sørensen 28’ | Marcatori |  |

| Torino 27 dicembre 1953, ore 14:30 CET 14ª giornata | Juventus        | 0 – 0 referto | Novara | Stadio Comunale\| Arbitro: \| Maurelli (Roma) \| |
| Arbitro:                                            | Maurelli (Roma) |               |        |                                                  |

| Arbitro: | Guarnaschelli (Pavia) |

|                             |           |  |
| Rota 31’ (aut.) Ricagni 41’ | Marcatori |  |

| Arbitro: | Jonni (Macerata) |

|                    |           |                                |
| Giaroli 84’ (rig.) | Marcatori | 5’, 17’ Ricagni 45’ Muccinelli |

| Arbitro: | Bernardi (Bologna) |

|             |           |                           |
| Jeppson 14’ | Marcatori | 16’ Ricagni 52’ Boniperti |

#### Girone di ritorno
| Arbitro: | Orlandini (Roma) |

|                          |           |                         |
| Secchi 31’ Lucentini 48’ | Marcatori | 47’ Pinardi 58’ Ricagni |

| Arbitro: | Massai (Pisa) |

|                                  |           |             |
| Hansen 13’, 78’ (rig.) Macor 88’ | Marcatori | 58’ Bennike |

| Arbitro: | Bellè (Venezia) |

|           |           |             |
| Bacci 24’ | Marcatori | 48’ Ricagni |

| Torino 21 febbraio 1954, ore 15:00 CET 21ª giornata | Juventus        | 0 – 0 referto | Lazio | Stadio Comunale\| Arbitro: \| De Leo (Mestre) \| |
| Arbitro:                                            | De Leo (Mestre) |               |       |                                                  |

| Arbitro: | Bernardi (Bologna) |

|  |           |            |
|  | Marcatori | 7’ Ricagni |

| Torino 7 marzo 1954, ore 15:00 CET 23ª giornata | Juventus        | 0 – 0 referto | Torino | Stadio Comunale\| Arbitro: \| Maurelli (Roma) \| |
| Arbitro:                                        | Maurelli (Roma) |               |        |                                                  |

| Arbitro: | Rigato (Mestre) |

|                             |           |          |
| Ricagni 12’ Lupi 21’ (aut.) | Marcatori | 17’ Mion |

| Arbitro: | Jonni (Macerata) |

|  |           |                         |
|  | Marcatori | 42’ Manente 51’ Ricagni |

| Arbitro: | Bellè (Venezia) |

|                            |           |                             |
| Boniperti 61’ Ferrario 88’ | Marcatori | 13’ Cervellati 60’ Cappello |

| Arbitro: | Jonni (Macerata) |

|                                                          |           |  |
| Skoglund 7’, 79’ Armano 30’ Brighenti 66’, 83’ Nesti 84’ | Marcatori |  |

| Arbitro: | De Leo (Mestre) |

|                                              |           |           |
| Ricagni 44’ Boniperti 88’ Manente 90’ (rig.) | Marcatori | 17’ Ekner |

| Arbitro: | Bernardi (Bologna) |

|                |           |                |
| Cardarelli 48’ | Marcatori | 70’ Muccinelli |

| Arbitro: | Maurelli (Roma) |

|            |           |  |
| Hansen 11’ | Marcatori |  |

| Arbitro: | Bernardi (Bologna) |

|  |           |                       |
|  | Marcatori | 90+1’ (rig.) Ferrario |

| Arbitro: | Massai (Pisa) |

|                                        |           |                          |
| Rasmussen 14’ Bassetto 39’ Brugola 49’ | Marcatori | 63’ Hansen 78’ Boniperti |

| Arbitro: | Orlandini (Roma) |

|                                      |           |             |
| Ricagni 28’, 77’, 85’ Muccinelli 72’ | Marcatori | 89’ Di Maso |

| Arbitro: | Piemonte (Monfalcone) |

|                                     |           |                  |
| Ricagni 8’ Boniperti 30’ Hansen 75’ | Marcatori | 18’, 36’ Jeppson |

## Statistiche

### Statistiche di squadra
| Competizione | Punti | In casa | In casa | In casa | In casa | In casa | In casa | In trasferta | In trasferta | In trasferta | In trasferta | In trasferta | In trasferta | Totale | Totale | Totale | Totale | Totale | Totale | DR  |
| Competizione | Punti | G       | V       | N       | P       | Gf      | Gs      | G            | V            | N            | P            | Gf           | Gs           | G      | V      | N      | P      | Gf     | Gs     | DR  |
| ------------ | ----- | ------- | ------- | ------- | ------- | ------- | ------- | ------------ | ------------ | ------------ | ------------ | ------------ | ------------ | ------ | ------ | ------ | ------ | ------ | ------ | --- |
| Serie A      | 50    | 17      | 11      | 6       | 0       | 30      | 11      | 17           | 9            | 4            | 4            | 28           | 23           | 34     | 20     | 10     | 4      | 58     | 34     | +24 |

### Statistiche dei giocatori
| Giocatore      | Serie A  | Serie A |
| Giocatore      | Presenze | Reti    |
| -------------- | -------- | ------- |
| E. Angelini    | 8        | -6      |
| A. Bertuccelli | 31       | 0       |
| G. Boniperti   | 30       | 14      |
| G. Corradi     | 8        | 0       |
| G. Del Grosso  | 3        | 0       |
| R. Ferrario    | 30       | 2       |
| A. Gimona      | 24       | 0       |
| J. Hansen      | 28       | 9       |
| G. Macor       | 3        | 1       |
| S. Manente     | 34       | 2       |
| A. Montico     | 14       | 0       |
| E. Muccinelli  | 30       | 5       |
| G. Oppezzo     | 18       | 0       |
| C. Parola      | 13       | 0       |
| U. Pinardi     | 12       | 1       |
| K. A. Præst    | 34       | 5       |
| E. Ricagni     | 24       | 17      |
| A. Travia      | 4        | 0       |
| G. Viola       | 26       | -28     |